# Sierra de la Cabrera (ås i Spanien, Madrid)
Sierra de la Cabrera är en ås i Spanien.   Den ligger i provinsen Provincia de Madrid och regionen Madrid, i den centrala delen av landet, 50 km norr om huvudstaden Madrid.